# Draft de la BAA de 1947
El Draft de la BAA de 1947 fue el draft inaugural de la Basketball Association of America (BAA), que posteriormente se convirtió en la National Basketball Association (NBA). El draft se celebró el 1 de julio de 1947 antes del comienzo de la temporada 1947-48. 
En este draft, nueve equipos de la BAA junto con Baltimore Bullets, que se unió a la BAA procedente de la American Basketball League, seleccionaron a jugadores amateurs del baloncesto universitario. En la primera ronda del draft, los equipos seleccionaron en orden inverso al registro de victorias-derrotas en la temporada previa, mientras que los Bullets fueron asignados al décimo lugar, el último de la primera ronda.

## Selecciones y notas del draft
La primera elección del draft, Clifton McNeely de la Universidad de Texas Wesleyan, no llegó a debutar en la BAA. En vez de ello, McNeely optó por entrenar a un equipo de baloncesto de instituto en Texas. La cuarta elección, Walt Dropo, tampoco jugó en la BAA y eligió el béisbol, jugando trece temporadas en la Major League Baseball (MLB). La séptima y décima elección, Jack Underman y Larry Killick, tampoco participaron en la BAA. Tres jugadores de este draft, Harry Gallatin, Andy Phillip y Jim Pollard, fueron posteriormente incluidos en el Basketball Hall of Fame.

## Leyenda
|  | Denota jugador miembro del Basketball Hall of Fame                   |
|  | Denota jugador que ha sido seleccionado al menos en un All-Star Game |
|  | Denota jugador que nunca ha jugado en la NBA                         |

## Draft
| Ronda | Pick | Jugador         | Posición | Nacionalidad   | Equipo                  | Universidad    |
| ----- | ---- | --------------- | -------- | -------------- | ----------------------- | -------------- |
| 1     | 1    | Clifton McNeely | -        | Estados Unidos | Pittsburgh Ironmen      | Texas Wesleyan |
| 1     | 2    | Glen Selbo      | G/F      | Estados Unidos | Toronto Huskies         | Wisconsin      |
| 1     | 3    | Bulbs Ehlers    | G/F      | Estados Unidos | Boston Celtics          | Purdue         |
| 1     | 4    | Walt Dropo      | -        | Estados Unidos | Providence Steamrollers | Connecticut    |
| 1     | 5    | Dick Holub      | C        | Estados Unidos | New York Knicks         | Long Island    |
| 1     | 6    | Chink Crossin   | G        | Estados Unidos | Philadelphia Warriors   | Pensilvania    |
| 1     | 7    | Jack Underman   | -        | Estados Unidos | St. Louis Bombers       | Ohio State     |
| 1     | 8    | Paul Huston     | F        | Estados Unidos | Chicago Stags           | Ohio State     |
| 1     | 9    | Dick O'Keefe    | -        | Estados Unidos | Washington Capitols     | Santa Clara    |
| 1     | 10   | Larry Killick   | G/F      | Estados Unidos | Baltimore Bullets       | Vermont        |

## Otras elecciones
La siguiente lista incluye otras elecciones de draft que han aparecido en al menos un partido de la BAA/NBA.
| Ronda | Pick | Jugador         | Posición | Equipo                  | Universidad        |
| ----- | ---- | --------------- | -------- | ----------------------- | ------------------ |
| –     | –    | Hank Biasatti   | G        | Boston Celtics          | Long Island        |
| –     | –    | Paul Cloyd      | G/F      | Washington Capitols     | Wisconsin          |
| –     | –    | Jimmy Darden    | G        | Chicago Stags           | Denver             |
| –     | –    | Andy Duncan     | F/C      | New York Knicks         | William & Mary     |
| –     | –    | Johnny Ezersky  | G/F      | Boston Celtics          | Rhode Island State |
| –     | –    | Elmer Gainer    | F/C      | Baltimore Bullets       | DePaul             |
| –     | –    | Harry Gallatin  | F/C      | Baltimore Bullets       | Northeast Missouri |
| –     | –    | Jack Hewson     | F/C      | Boston Celtics          | Temple             |
| –     | –    | Paul Hoffman    | G/F      | Toronto Huskies         | Purdue             |
| –     | –    | Bob Hubbard     | F/C      | Providence Steamrollers | Springfield        |
| –     | –    | John Mandic     | F/C      | Washington Capitols     | Oregon State       |
| –     | –    | Saul Mariaschin | G        | Washington Capitols     | Harvard            |
| –     | –    | Wataru Misaka   | G        | New York Knicks         | Utah               |
| –     | –    | Fritz Nagy      | G/F      | Pittsburgh Ironmen      | Akron              |
| –     | –    | Paul Napolitano | G/F      | St. Louis Bombers       | San Francisco      |
| –     | –    | Andy Phillip    | G/F      | Chicago Stags           | Illinois           |
| –     | –    | Jim Pollard     | F/C      | Chicago Stags           | Stanford           |
| –     | –    | Jim Pollard     | F/C      | Philadelphia Warriors   | Stanford           |
| –     | –    | Jim Pollard     | F/C      | St. Louis Bombers       | Stanford           |
| –     | –    | Chick Reiser    | G/F      | Baltimore Bullets       | NYU                |
| –     | –    | Red Rocha       | F/C      | Toronto Huskies         | Oregon State       |
| –     | –    | Irv Rothenberg  | C        | Washington Capitols     | Long Island        |
| –     | –    | Ben Schadler    | F        | Chicago Stags           | Northwestern       |
| –     | –    | Don Smith       | G/F      | Chicago Stags           | Minnesota          |
| –     | –    | Gene Stump      | G/F      | Boston Celtics          | DePaul             |
| –     | –    | Jack Tingle     | F        | Washington Capitols     | Kentucky           |
| –     | –    | Gene Vance      | G/F      | Chicago Stags           | Illinois           |
| –     | –    | Matt Zunic      | G/F      | Washington Capitols     | George Washington  |